# Toepassingsmogelijkheden voor bose-einsteincondensaten
De toepassingsmogelijkheden voor bose-einsteincondensaten doen zich voor in vele gebieden, zoals: 
- De mogelijkheid om een bose-einsteincondensaat van cesium te realiseren kan een grote bijdrage leveren tot het verhogen van de precisie van cesiumatoomklokken.
- Cesium is vanwege zijn grote massa ook zeer geschikt om ultraprecieze metingen van onder andere het zwaartekrachtsveld te doen.
- De ontwikkeling van atoomlasers en fasecoherente versterkers van materiegolven op basis van bose-einsteincondensaten kan leiden tot materiegolfinterferometrie, die de prestaties van de bestaande optische interferometers zal overtreffen. Deze worden gebruikt bij zwaartekrachtmetingen.
- De atoomlaser zou allerlei toepassingen mogelijk maken, waaronder het creëren van structuren op nanometerschaal. (Zie nanotechnologie).
- Bose-einsteincondensaten zouden als studiemodellen voor astrofysische fenomenen zoals neutronensterren en zwarte gaten kunnen gebruikt worden.
- De mogelijkheid van bose-einsteincondensaten om licht (fotonen) te vertragen tot volledige stilstand, opent perspectieven voor mogelijk toepassingen in kwantumcomputers.
- Bose-einsteincondensaten zouden kunnen gebruikt worden bij de creatie van superstrings in laboratoria

Enkele van deze toepassingsmogelijkheden worden hieronder nader beschreven.

## Versterking van materiegolven
Een van de basisconcepten van de kwantumfysica is de dualiteit van golven en materiedeeltjes. Golffenomenen kunnen als deeltjes beschreven worden (bijvoorbeeld fotonen, fononen, en dergelijke) en materiedeeltjes kunnen als golven met een debrogliegolflengte {\displaystyle \lambda _{DB}} beschreven worden. Dit heeft tot gevolg dat kan verwacht worden dat met materie (golven) dezelfde zaken kunnen gedaan worden als met elektromagnetische golven. Het versterken van golven is een van die zaken die overal rondom ons in het dagelijkse leven gebeurt, denk bijvoorbeeld aan de versterker in de radio. Dit is ook mogelijk met materiegolven. Versterking van materiegolven bestaat er uit dat de kwantumtoestand van de atomen uit het actieve medium wordt veranderd, zodat deze hetzelfde is als deze van de deeltjes die de inkomende materiegolf vormen. Het actieve medium voor een materiegolfversterker moet dus ook een reservoir zijn.
In een bose-einsteincondensaat is de debrogliegolflengte van de deeltjes groot (orde µm) en er is een zeer kleine spreiding in de snelheidsdistributie van de deeltjes. Daarom is dit een geschikte kandidaat om materiegolfversterking mee aan te tonen. De versterking die Inouye et al. wist te bereiken, varieerden tussen 10 en 100. Indien een versterker een outputsignaal kan creëren dat niet enkel versterkt is, maar waarbij ook de vorm van het outputsignaal identiek is aan deze van het inputsignaal, dan wordt deze fasecoherent genoemd. De versterking in het geval van fasecoherente versterking werd door Inouye et al. op 4 geschat, veel minder dus dan bij gewone versterking het geval is. Deze, veel moeilijkere, fasecoherente versterking is bijvoorbeeld van belang voor atoomgolfinterferometrie, de tegenhanger van optische interferometrie. De materiegolfinterferometer zou gyroscopen, die gebruikt worden om de zwaartekracht nauwkeurig te meten, nog kunnen verbeteren.

## Atoomlaser
Bij coherente versterking van licht wordt ook meteen gedacht aan de laser. Evenals een bose-einsteincondensaat is een laser een systeem dat bestaat uit deeltjes die zich in dezelfde kwantummechanische toestand bevinden. Het idee van een atomair analogon voor de laser liet dan ook niet lang op zich wachten. Reeds in 1997 bouwden fysici aan het MIT een eerste atoomlaser. Twee jaar later zijn er al vier groepen (MIT, München, Yale en NIST) die een atoomlaser ontwikkeld hebben. Hoewel de technologie van atoomlasers nog in zijn kinderschoenen staat, gaat deze met rasse schreden vooruit. In zijn eenvoudigste vorm bestaat een atoomlaser uit een bose-einsteincondensaat en een 'output coupler', waarmee beheerst een fractie van het condensaat uit de val kan geplukt worden. De atoomlaserbundel wordt dan gevormd door deze weggeplukte deeltjes, die onder invloed van de zwaartekracht vallen. Het belangrijkste verschil tussen deze atoombundels en degene die voorheen beschikbaar waren is het feit dat bij een atoomlaser alle deeltjes zich in één en dezelfde kwantumtoestand bevinden, waar er voorheen een spreiding over een zeer ruim interval aan kwantumtoestanden was.
In tegenstelling tot licht kan een atoomlaser niet ver door lucht bewegen. Dat komt onder andere, omdat men hier te maken heeft met ultrakoude atomen en botsing met deeltjes op kamertemperatuur hun toestand verstoort. Verder is de intensiteit van de bundel ook zeer klein in vergelijking met wat mogelijk is voor een optische laser. Coherente materiegolfversterking zou deze intensiteit kunnen verbeteren.
Een ander beperkend aspect van een atoomlaser is de eindigheid van het condensaat. Hoewel tegenwoordig gemakkelijk condensaten met 107 deeltjes kunnen gecreëerd worden, is dit verre van een continue bron. In 2002 werd het mogelijk om een continue bron van bose-gecondenseerde atomen te creëren dankzij de ontwikkeling van een optisch pincet (optical tweezers). Met zo'n optisch pincet was het mogelijk een condensaat over grote afstanden te verplaatsen. 
Dit gebeurde door het in de 'wetenschapskamer' opgeslagen condensaat steeds opnieuw aan te vullen met een vers gecreëerd condensaat uit de 'valkamer'. Het condensaat in de wetenschapskamer had een korte halflevensduur van 22 seconden, maar omdat de aanvulcyclus kon gereduceerd worden tot 18 seconden kon men een condensaat onderhouden dat te allen tijde minstens 106 deeltjes bevatte. Een nadeel van het gewoon samenvoegen van het oude condensaat en het nieuwe aanvulcondensaat is dat de fase van het condensaat willekeurig verandert telkens als het condensaat wordt aangevuld. Fasecoherente versterking zou ook hier een oplossing kunnen bieden. Gebruik makend van een dergelijke continue bron van bose-einsteingecondenseerde atomen zou een werkelijk continue atoomlaser kunnen gebouwd worden.
De toepassingsmogelijkheden voor de atoomlaser zijn veelvuldig en variëren van het creëren van ingewikkelde nanostructuren op oppervlakken tot het verbeteren van atoominterferometrie en het verhogen van de precisie van atoomklokken.

## Astrofysica in een klein glazen doosje
Hoewel de omstandigheden in sterren zeer sterk verschillen van die in een bose-einsteincondensaat, treden er verschijnselen op die een zekere overeenkomst vertonen met die in een bose-einsteincondensaat. Daarom kunnen onderzoekingen aan bose-einsteincondensaten bijdragen aan het beter verstaan van processen die zich voordoen in sterren. 
Neutronensterren
Neem bijvoorbeeld neutronensterren. Aan de buitenkant hebben we een metalen mantel en daarbinnen een neutronenzee. Deze neutronenzee wordt verondersteld supervloeibaar te zijn net zoals een bose-einsteincondensaat. Omdat neutronensterren zeer snel om hun eigen as draaien zou dit er voor moeten zorgen dat er vortices in de supervloeibare zee van neutronen ontstaan. Doordat men tegenwoordig de mogelijkheid heeft vortices in bose-einsteincondensaten te creëren (zie voorgaande paragraaf) heeft men op deze wijze een manier gevonden om te zien wat er binnenin een neutronenster aan de gang is.
Bosenova
Een andere fascinerende connectie is gevonden toen Wieman en zijn collega's een bose-einsteincondensaat lieten inklappen onder aantrekkende interacties. Eerst kromp het condensaat, zoals verwacht, maar daarna explodeerde het, totaal onverwacht. Een grote fractie van de deeltjes vloog weg in bolvormige schillen en in nauwe jets. Wat overbleef was een kleine koude kern op de plaats van het originele condensaat. Omdat dit gedrag zo een gelijkenis vertoont met een supernova werd het bosenova gedoopt.
Hoewel de energie die bij deze bosenova's vrijkomt voldoende is om de temperatuur van het condensaat met ongeveer 200nK te verhogen (hou er rekening mee dat een bose-einsteincondensaat een temperatuur heeft van de orde van enkele nK of minder), is dit nog steeds 1075 keer zo weinig als bij een echte supernova.
Een van de eigenaardigheden van een bosenova is dat de hoeveelheid deeltjes die men ziet wegvliegen altijd hetzelfde is. Er is echter ook een fractie deeltjes waarvan men niet weet waar deze heen is. Mogelijk hebben ze zoveel energie dat ze te snel zijn en bevinden ze zich reeds buiten het bereik van de detectieapparatuur op het moment van opname. Het zou ook zo kunnen zijn, dat de atomen zich tot moleculen hebben gekoppeld en hierdoor niet meer gedetecteerd worden. 
Zwarte gaten en meer
Het lijstje eindigt hier zeker niet. Het zou namelijk ook mogelijk zijn zwarte gaten te simuleren met vortices en Braggexplosies te beschrijven aan de hand van vergelijkingen die gewoonlijk worden gebruikt in het statistisch onderzoek naar de verspreiding van sterrenstelsels. Er wordt ook onderzocht wat de invloed van bose-einsteincondensatie van anti-kaonen op zeer dichte kernen van compacte sterren is, enzovoort.

## Interacties met licht

### Het uiterlijk van een bose-einsteincondensaat
Bose-einsteincondensaten zijn groot genoeg om met een gewone microscoop zichtbaar te zijn. Een interessante vraag die dan kan gesteld worden is: Hoe ziet zo een bose-einsteincondensaat eruit?
In het begin van de jaren 90, voor het succes van Cornell, Wieman, Ketterle en Hulet, waren de meningen hierover verdeeld. Sommigen meenden dat een condensaat gitzwart zou zijn, omdat het al het licht zou absorberen, anderen waren van mening dat het transparant zou zijn, en nog anderen voorspelden dat het licht zou reflecteren zodat het zou glanzen als een spiegel.
Intussen is het antwoord op deze vraag bekend, het is een beetje van alles. Alles hangt af van de omstandigheden waarbij men werkt. De standaard technieken voor de observatie van een bose-einsteincondensaat zijn gebaseerd op de absorptie of verstrooiing van laserlicht. Wanneer het laserlicht ver van de resonantie gekozen is zal de absorptie zeer klein zijn en zal het bose-einsteincondensaat het licht afbuigen, hier hebben we dus te maken met een transparant condensaat. Omgekeerd, als het licht op de resonantie gekozen wordt en er met een voldoende dicht condensaat gewerkt wordt zal het pikzwart zijn.
Verder is er ontdekt dat, indien gebruik wordt gemaakt van een hoge laser intensiteit, het licht niet zomaar willekeurig kan verstrooid worden. Bij een uitgerekt condensaat wordt het opnieuw uitgestuurd langs de as van het condensaat, wat resulteert in het reflecteren van licht.

### Vertragen van licht
In de situatie dat het condensaat transparant is, heeft het zoals alle transparante media een bepaalde brekingsindex. Deze brekingsindex kan voor een bose-einsteincondensaat willekeurig groot gemaakt worden, waardoor je licht enorm kan vertragen. Dit is wat Dr. Lene Hau en haar medewerkers dan ook hebben gedaan. Tegen februari 2000 waren ze er reeds in geslaagd licht af te remmen tot een snelheid van minder dan 1,6 km/h. 
Nog geen jaar later, in januari 2001, brachten ze licht zelfs volledig tot stilstand. De methode die ze hiervoor gebruikten kan als volgt beschreven worden: een bose-einsteincondensaat dat normaal ondoorzichtig is voor licht van een bepaalde frequentie werd transparant gemaakt voor deze frequentie door het met een andere laser (coupling beam) te bestralen. Deze coupling beam werd afgezet op het moment dat een lichtpuls, van de frequentie waarvoor het condensaat normaal ondoorzichtig is, zich in het condensaat bevond. Hierdoor werd deze puls op zijn plaats vastgepind. Wanneer de coupling beam een tijdje later terug werd aangezet kwam de puls terug tevoorschijn uit het condensaat alsof er niets gebeurd was.
Dit laatste is wat het geheel zo interessant maakt voor kwantumcomputers en kwantuminformatie, het levert een methode om kwantuminformatie op te slaan.

## Zelf superstrings maken
In juni 2005 stelden vier natuurkundigen, van de universiteit van Utrecht, een methode voor waarmee in laboratoria een niet-relativistische superstring zou kunnen worden gecreëerd. Een van de eigenschappen van snarentheorie is supersymmetrie. Deze symmetrie verbindt bosonen met fermionen. Het voorstel van de vier bestaat eruit een ultrakoud gas van fermionen te vangen in de kern van een gekwantiseerde vortex in een bose-einsteincondensaat. Het bosonisch deel van de snaar zou dan gevormd worden door de vortexlijn (lijn die door het centrum van de draaikolk gaat) van een bose-einsteincondensaat (bijvoorbeeld van Rubidium-87 atomen), dat in een eendimensionaal optisch rooster is gecreëerd (zie lager dimensionale condensaten). Nadat nu het gas van ultrakoude fermionen (bijvoorbeeld Kalium-40 atomen) in de kern van de vortex is gevangen zou het mogelijk moeten zijn om de supersymmetrie te observeren door zeer zorgvuldig de interacties tussen de twee soorten atomen (het rubidium van het condensaat en het kalium van het fermionengas) met een laser te tunen.
Indien men in deze opstelling zou slagen, zou men voor het eerst de mogelijkheid hebben bepaalde aspecten van de snarentheorie te onderzoeken in een laboratoriumopstelling.